# День индустриализации Африки

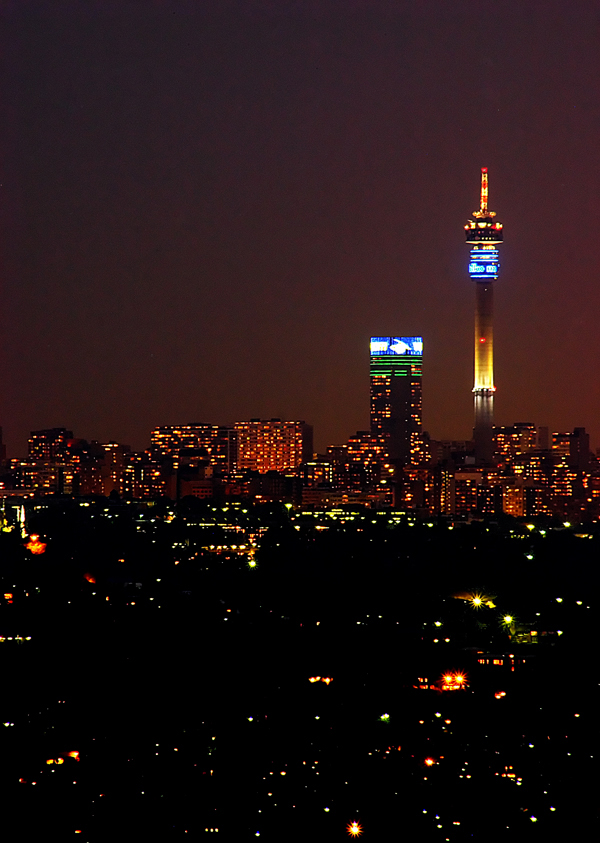
Один из индустриальных центров Африки

День индустриализации Африки (на других официальных языках ООН: англ. Africa Industrialization Day, исп. Día de la Industrializacion  de Africa, фр. Journée de l’industrialisation de l’Afrique)  — отмечается ежегодно, с 1990-го года,  20-го ноября. Провозглашён Генеральной Ассамблеей ООН (Резолюция №  A/RES/44/237) с целью заручиться поддержкой международного сообщества в деле индустриализации Африки.
В целом резолюция посвящена вопросам проведения Второго Десятилетия промышленного развития Африки.
В своём послании по случаю Дня индустриализации Африки в 2005 году Генеральный секретарь ООН  обратил внимание на ограничения богатыми странами доступа к своим рынкам. Призвал на снятие ограничений на экспорт из наименее развитых стран. В послании также отмечено, что африканские страны должны создать у себя благоприятные условия для развития предпринимательской деятельности

## Ежегодные темы Дня индустриализации Африки
- 2016 год — «Финансирование индустриализации Африки: вызовы и успешные стратегии»
- 2015 год — «Роль малых и средних предприятий в деле искоренения нищеты и создания рабочих мест для женщин и молодежи»
- 2014 год — «Инклюзивное и устойчивое промышленное развитие: агропромышленное развитие в целях обеспечения продовольственной безопасности»
- 2013 год —
- 2012 год — «Ускорение темпов индустриализации в интересах развития торговли между странами Африки»
- 2011 год — «Устойчивая энергетика для ускоренного промышленного развития»
- 2010 год — «Конкурентоспособные отрасли в развитии Африки»
- 2009 год — «Индустриализация во имя интеграции»
- 2008 год — «Переработка сырья для устойчивого роста и развития»
- 2007 год — «Технологии и инновации для промышленности — инвестировать в человека значит инвестировать в будущее»«Технологии и инновации для промышленности — инвестировать в человека значит инвестировать в будущее»
- 2006 год — «Сокращение масштабов нищеты посредством устойчивого промышленного развития»
- 2005 год — «Обеспечение конкурентоспособности Африки для получения устойчивого доступа к рынкам»